# Linia kolejowa nr 667
Linia kolejowa nr 667 – drugorzędna, jednotorowa linia kolejowa znaczenia państwowego łącząca stację Sosnowiec Maczki z posterunkiem odgałęźnym Długoszyn.

## Historia
Linia została otwarta w 1970 roku, a w 1971 roku została zelektryfikowana oraz wyposażona w elektromagnesy samoczynnego hamowania pociągów. W styczniu 1975 roku ruch pasażerski na linii został zamknięty, natomiast 18 listopada 2007 roku został wprowadzony limit prędkości do 50 km/h.

## Infrastruktura

### Połączenia z innymi liniami
| punkt            | linia | linia                    | linia  |
| punkt            | numer | kierunek                 | status |
| ---------------- | ----- | ------------------------ | ------ |
| Sosnowiec Maczki | 133   | Kraków Główny            | czynna |
| Sosnowiec Maczki | 163   | Sosnowiec Kazimierz      | czynna |
| Sosnowiec Maczki | 666   | Jaworzno – Szczakowa JSC | czynna |
| Sosnowiec Maczki | 665   | Sławków Euroterminal     | czynna |
| Długoszyn        | 134   | Mysłowice                | czynna |
| Długoszyn        | 668   | Jaworzno – Szczakowa     | czynna |
| Długoszyn        | 202   | Przymiarki               | czynna |